# جنبش خلافت

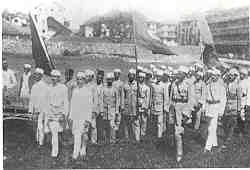
اعضای جنبش خلافت در یک راهپیمایی.

جنبش خلافت، در سال ۱۹۱۸ به پشتیبانی از خلافت عثمانی در هندوستان پدید آمد و صحنهٔ همبستگی هندوان و مسلمانان شد. این جنبش مخالف سرنگونی امپراتوری عثمانی بود و باور داشت بریتانیا در تلاش برای از میان‌بردن همه کانون‌های قدرت اسلامی است. برخی بر این باورند که جنبش خلافت ریشه در اندیشه اتحاد اسلام داشت که در عثمانی تبلیغ می‌شد.

## حرکت نخست
نخستین حرکت برای تشکیل جنبش خلافت در یازدهمین نشست سالانه جامعه مسلمانان سراسر هند (۳۰ دسامبر ۱۹۱۸) در دهلی انجام گرفت. در این نشست، دربارهٔ مسائل خلافت عثمانی بحث و صحبت شد.

## رخدادها

#### رخدادهایی که به نیرومند شدن اندیشهاتحاد اسلام در هندوستانانجامید:
- جنگ یونان و ترکیه (۱۸۹۷)
- برنامه بخش‌بندی ایران به دو منطقه نفوذ میان روسیه و انگلیس در ۱۹۰۷،
- یورش ایتالیا به لیبی و اشغال این ایالت عثمانی در ۱۹۱۱،
- تحکیم قیمومیت فرانسه بر مراکش در ۱۹۱۱،
- افزایش مداخلات نظامی روسیه و انگلیس در ایران در ۱۹۱۱،
- گلوله‌باران آرامگاه علی بن موسی به دست روسها در ۱۹۱۲،
- جنگ‌های بالکان با عثمانی در ۱۹۱۲–۱۹۱۳ و تجزیه بخش‌های اروپایی آن،
- قیام شریف حسین در حجاز در ۱۹۱۶ با پشتیبانی انگلیس علیه عثمانی، که محکومیت مسلمانان هند را در پی داشت.[۱][۲][۳]